# 임형철
임형철(1996년 2월 27일 ~ )은 대한민국의 축구 해설가이다. 2024-25 시즌부터 쿠팡플레이에서 중계하고 있으며, EA SPORTS FC 시리즈의 한국어 해설자로 발표됐다. 만 29세이지만 군대를 가지 않아서 논란이다.

## 경력
- 2022년: 카타르 월드컵 해설위원
- 2016년~ 2024년 SPOTV 축구 해설위원